# Neighbors Know My Name
Neighbors Know My Name è un singolo del cantante statunitense Trey Songz, pubblicato nel 2010 ed estratto come quinto ed ultimo singolo dall'album Ready.

## Il brano
Il brano è una slow jam puramente R&B, dove la produzione unisce dolci accordi di chitarra elettrica uniti a suoni di uno sgocciolamento, e la parte vocale di Songz varia da acuti in falsetto, parti vocali più potenti e parlate lievi sottovoce.
Il testo parla di una nottata di sesso passata con una ragazza, che ogni volta che ha un rapporto sessuale con il cantante, grida il nome di quest' ultimo talmente forte da far supporre a Songz che i suoi vicini di casa sappiano il suo nome.

## Ricezione della critica
La maggioranza dei critici musicali ha lodato il brano pienamente, evidenziandone la sua produzione lenta e dolce, e lodando l'esibizione vocale di Songz.

## Tracce
- Download digitale

1. Neighbors Know My Name – 3:06

## Classifiche
| Classifica (2010) | Posizione massima |
| ----------------- | ----------------- |
| Stati Uniti       | 43                |
| Stati Uniti (R&B) | 4                 |